# Ć
Ć je 5. slovo hrvatske abecede. Označava bezvučni palatalni afrikatni suglasnik. Njime se koristi se i u poljskoj abecedi iz koje je i preuzeto. Uveo ga je Ljudevit Gaj. Za svoju grafiju preuzeli su ga i Bošnjaci, Srbi te Crnogorci.